# شقرا (سوریه)
شقرا (به عربی: شقرا) یک منطقهٔ مسکونی در سوریه است که در استان درعا واقع شده‌است. شقرا ۴۸۷ نفر جمعیت دارد.